# Еффемінізація

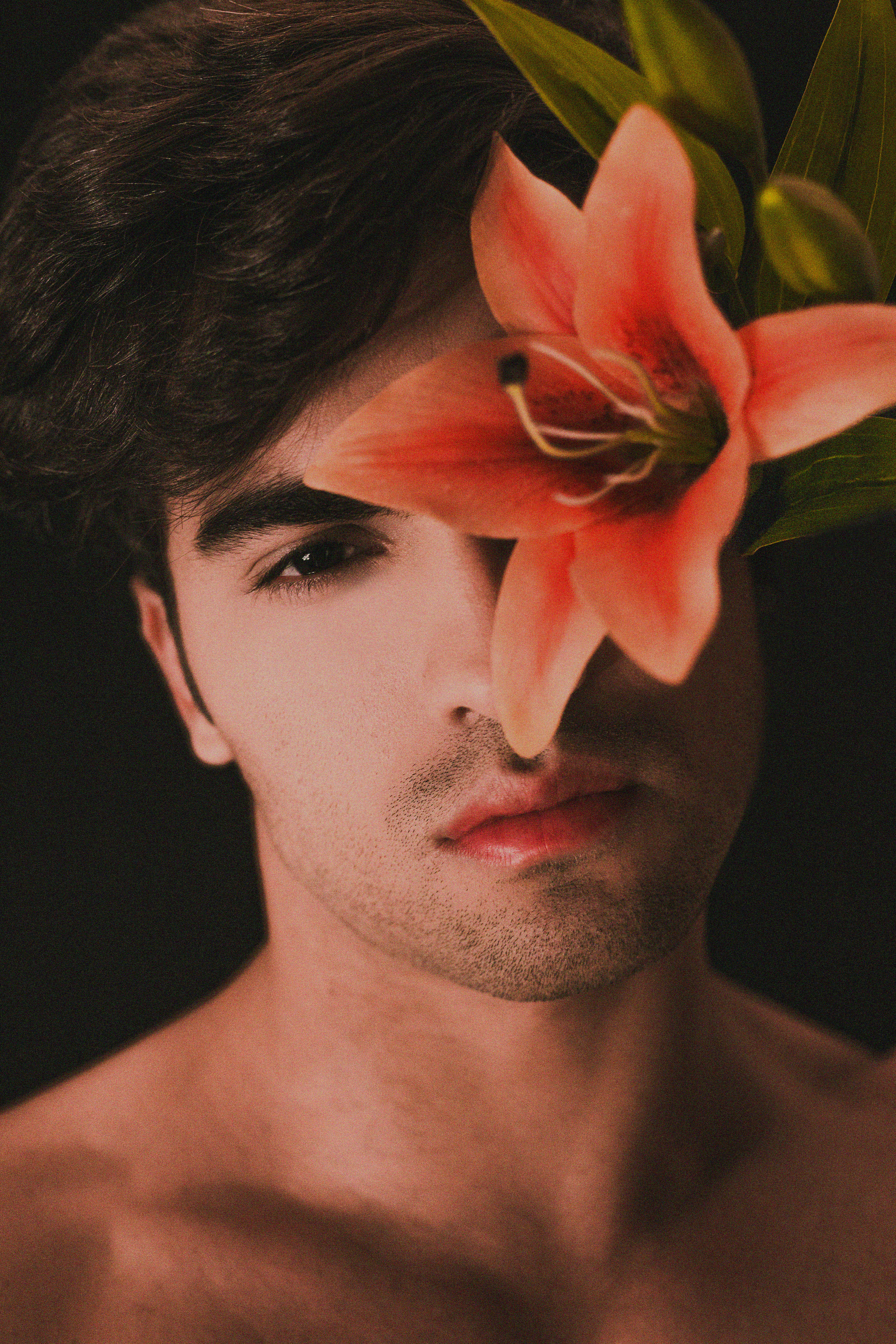
Фотографія молодої людини з квіткою фотографа Анрі Мейлака. Квіти як соціокультурний символ асоціюються з жіночністю, а також із геями.

Еффемінізація — це прояв рис у хлопчика чи чоловіка, які частіше пов'язані з жіночою поведінкою, манірністю, стилем чи гендерними ролями, а не з традиційно чоловічою поведінкою, стилем чи роллю. Історично цей термін використовувався для натяку та критики або висміювання жіночої поведінки у чоловіків.

### Термінологія
Effeminate походить від латинської effeminātus, префікса ex- ('назовні') та femina ('жінка'); іншим латинським терміном є mollities, що означає «м'якість».

## Можливі біологічні причини жіночності у чоловіків

### Ефекти хімічних речовин, що руйнують ендокринну систему
Однією з найбільш наочних причин жіночності у чоловіків є вплив хімічних речовин, що руйнують ендокринну систему, особливо в період гестації та раннього дитинства. EDC заважають або порушують нормальну роботу людських гормонів.
Одним з основних класів хімічних речовин, які вказують на те, що сприяють фемінізації чоловіків, є певні пластифікатори, зокрема фталати. У 2009 році Шанна Суон (професор акушерства та гінекології з Університету Рочестера) та її колеги опублікували дослідження про вплив фталатів DEHP та DBP на майбутніх матерів та їх ненароджених дітей. Це показує, що хлопчики, народжені від матерів з найвищою концентрацією цих двох хімічних речовин, у п'ять разів рідше виявляли поведінку, як правило, пов'язану з молодими чоловіками подібного віку: «Якщо концентрація MEHHP у матері [одного з метаболітів фталатів] була високою, зростали шанси на те, що її хлопчик мав менший чоловічий бал». Можливий зв'язок із сексуальною орієнтацією ще не встановлений.
Крім того, певні рослини можуть виробляти хімічні сполуки, які мають подібний ефект, як естрогени людини, звідси й термін «фітоестроген», завдяки їхній структурній схожості з естрадіолом (17-β-естрадіолом). Овочевими продуктами з найвищим відносним вмістом фітоестрогену є горіхи та олійні культури, а потім соєві продукти, крупи, хліб та бобові. Часто припускають, що частий прийом таких фітоестрогенів сприяє фемінізації чоловіків (включаючи стан гінекомастії) або порушенню репродуктивності чоловіків. Неясно, однак, за яких умов це може статися (і в якій мірі), тобто чи це залежить від добової дози, віку (споживача чоловічої статі) чи навіть генетичної схильності. Метааналіз п'ятнадцяти плацебо-контрольованих досліджень 2010 року заявив, що «ні соєва їжа, ні ізофлавон не змінюють показники біодоступності концентрації тестостерону у [дорослих] чоловіків».

## Феммефобія

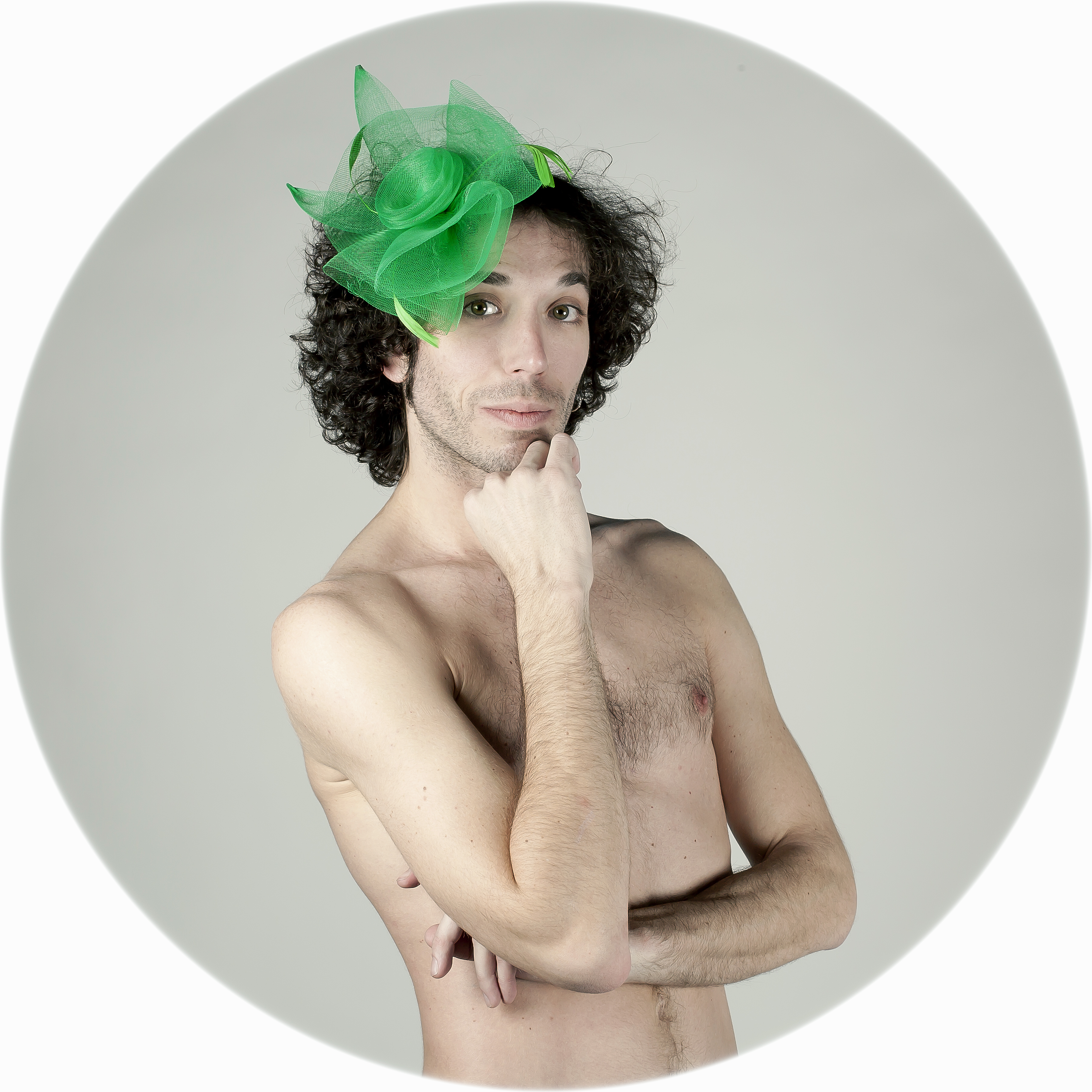

Термін еффемініфобія був введений Уїллом Феллоузсом для опису сильної антиеффемінальності. Майкл Бейлі ввів подібний термін феміфобія, щоб описати амбівалентність геїв та культури щодо жіночої поведінки в 1995 році Автор-гей Тім Берглінг популяризував термін «сіссіфобія» в «Сіссіфобія: гей-чоловіки та жіноча поведінка» хоча він використовувався і раніше. Трансгендерна письменниця та біологиня Джулія Серано створила подібний термін effemimania. Соціолог-феміністка Рея Ешлі Хоскін припускає, що ці терміни можна розуміти як такі, що стосуються більшої конструкції феміфобії, або «упередження, дискримінації чи антагонізму, спрямованого проти когось, кого сприймають чи ідентифікують, як людей або предмети, що мають жіночий статус». Починаючи з 2000-х років, культурний аналіз гей-маскулінту Пітера Хеннена виявив, що фемінність — це «історично-варіативна концепція, що застосовується насамперед як засіб стабілізації концепції маскулінності даного суспільства та контролю поведінки чоловіків на основі відмови від всього жіночого».